# 帕布洛主义
帕布洛主义（法語：Pablisme）是朗贝尔派反对派对1953年第四国际大会的主流派别的称呼，这个派别以米歇尔·帕布洛为主要领导人，并主张“打入主义”。第二次世界大战期间的1944年，帕布洛策划了法国3个托洛茨基主义组织的合并，这导致第四国际法国支部国际主义共产党的成立。